# Romana Próchnicka
Romana Próchnicka-Vogler (ur. 17 lutego 1933 w Mościskach, zm. 18 maja 2020 w Krakowie), polska aktorka teatralna i filmowa, reżyser i scenarzystka teatralna, dyrektor teatru.

## Życiorys
W 1957 ukończyła Państwową Wyższą Szkołę Teatralną w Krakowie, w tym samym roku debiutowała w Starym Teatrze im. Heleny Modrzejewskiej, którego aktorką pozostała do 1972.

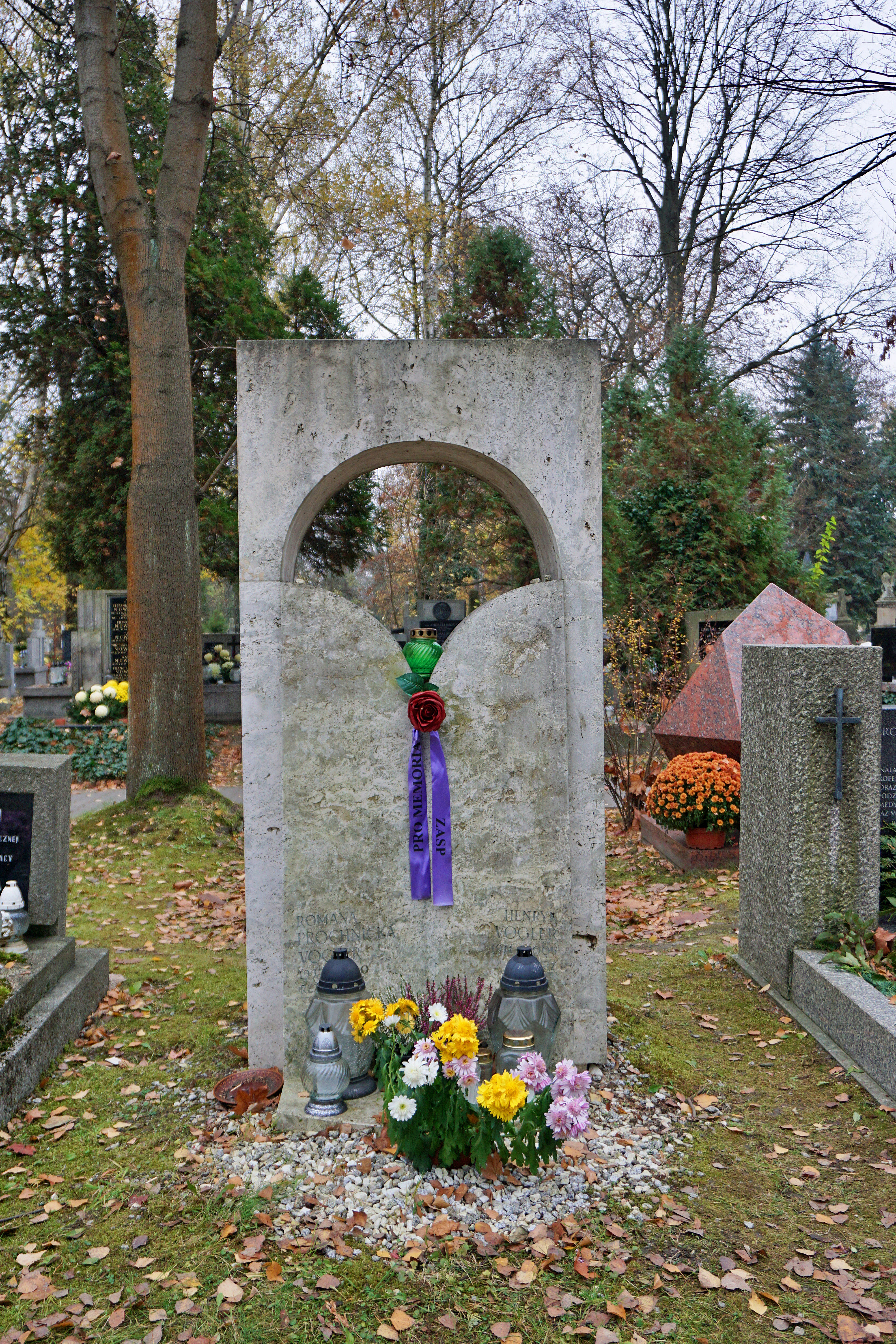
Grób Henryka Voglera i Romany Próchnickiej na cmentarzu Rakowickim

Reżyserowała przedstawienia w wielu teatrach w kraju i za granicą, m.in. w Theater La Tribune w Wiedniu, w Heidelbergu, Grazu, Zagrzebiu, Salzburgu. W latach 1980–1982 była dyrektorem naczelnym i artystycznym Teatru im. Wojciecha Bogusławskiego w Kaliszu, w latach 1986–1989 była kierownikiem artystycznym Teatru im. Juliusza Słowackiego w Krakowie. Została pochowana w alei zasłużonych na cmentarzu Rakowickim (kwatera LXVII-płn. 2-7).
Romana Próchnicka była żoną Henryka Voglera.